# Kolstad Håndball
Kolstad Håndball är en handbollsklubb från områdena Kolstad och Saupstad i stadsdelen Heimdal i Trondheim, Norge. Moderföreningen Kolstad IL bildades 1972 och hade från starten en handbollssektion. Sedan 1996 är den en alliansförening, vilket innebär att Kolstad Håndball sedan dess är en mer fristående handbollsklubb.
Klubben har Kolstad Arena som hemmaarena. Den stod klar 2018 och har kapacitet för 2 500 åskådare. Herrlaget spelar i högsta serien Eliteserien sedan 2015.
Kolstad är den första handbollsklubben i Norge som har vunnit trippel två säsonger i rad.

## Spelartruppen 2022/23
| Nr | Land   | Pos | Namn                      |
| -- | ------ | --- | ------------------------- |
| 1  | Norge  | MV  | Lars Eggen Rismark        |
| 12 | Norge  | MV  | Sondre Orheim             |
| 30 | Norge  | MV  | Torbjørn Bergerud         |
| 2  | Norge  | H9  | Aksel Hald                |
| 3  | Island | M9  | Janus Daði Smárason       |
| 4  | Norge  | M9  | Vetle Eck Aga             |
| 5  | Norge  | M6  | Henning Bjørkås Limstrand |
| 6  | Norge  | V6  | Sander Sæterhaug Rønning  |
| 7  | Norge  | V6  | Adrian Aalberg            |
| 10 | Norge  | V9  | Magnus Langeland          |

| Nr | Land    | Pos | Namn                     |
| -- | ------- | --- | ------------------------ |
| 13 | Norge   | H9  | Gabriel Ostad Setterblom |
| 14 | Norge   | M6  | Magnus Gullerud          |
| 19 | Norge   | H6  | Elias Schaanning Thome   |
| 21 | Norge   | M9  | Eskil Dahl Reitan        |
| 22 | Danmark | M6  | Martin Kærgaard Pedersen |
| 25 | Norge   | V9  | Simen Ulstad Lyse        |
| 48 | Island  | H6  | Sigvaldi Guðjónsson      |
| 77 | Danmark | M6  | Rasmus Mølgaard Lilholt  |

## Spelare i urval
- Sander Sagosen (2012–2013, 2023–)
- Magnus Gullerud (2022–)
- Torbjørn Bergerud (2022–)
- Sigvaldi Guðjónsson (2022–)

## Meriter
- Serietiteln Eliteserien: 2022/23, 2023/24.
- Slutspelsvinnare Eliteserien: 2022/23, 2023/24, 2024/2025.
- Norska Cupen: 2022/23, 2023/2024, 2024/2025.